# Краљев извор
Краљев извор је излетиште на Фрушкој гори, налази се близу Црвеног чота и два оближња излетишта Летенке и Јабуке.
На овом месту се не може камповати и ложити ватра, али је зато идеално за краткотрајни одмор и предах, јер се налази крај Партизанског пута, а ту је и извор Краљевац на коме се може освежити. Место није најбоље означено и једина ознака крај пута је жута стрелица на којој пише „Извор”. Са излетишта се низ шумске степенице спушта до извора Краљевац.